# Lilian Todd
Pour les articles homonymes, voir Todd.
Emma Lilian Todd (1865-1937), née à Washington, est une inventeuse. En 1909, elle est reconnue comme la première femme au monde à concevoir des avions.

## Biographie

### Enfance et éducation
Todd naît à Washington en 1865. Dans le recensement américain de 1870, elle est notée sous le nom « Lily », vivant avec sa mère Mary Todd et sa sœur Cora Todd. Son père n'est pas mentionné dans le recensement. En novembre 1909, un article autobiographique dans Woman's Home Companion mentionne qu'elle tient son talent créatif et mécanique de son grand-père, probablement maternel.

### Vie adulte
Todd étudie à Washington et apprend seule la sténographie pour gagner sa vie seule. Son premier travail est à l'United States Patent and Trademark Office, mais elle démissionne deux ans plus tard pour travailler pour le gouverneur de Pennsylvanie. Ensuite, elle déménage à New York pour continuer à travailler sur les brevets, commence à étudier le droit, et elle devient membre de la première promotion de femmes en études de droit de l'université de New York, vers 1890.
En 1896, elle partage un brevet pour un support pour machine à écrire avec George W. Parker. Pendant la guerre hispano-américaine, elle est secrétaire du directeur général de la Women's National War Relief Association.
Vers 1903, elle commence à s'intéresser aux objets mécaniques et aéronautiques. Elle est surtout inspirée après avoir vu des vaisseaux aériens à Londres, à l'Exposition universelle de 1904 dans le Missouri, et dans un dessin d'un journal parisien en 1906. Plus tard dans l'année, elle expose son premier modèle d'avion au Madison Square Garden. La philanthrope Olivia Sage, veuve de l'homme politique Russell Sage, est impressionnée par son travail. Sage devient mécène de Todd, et lui donne 7 000 $ pour construire son avion.
La construction du premier biplan de Todd commence à l'automne 1908. La même année, elle fonde le premier Junior Aero Club pour soutenir la formation des futures aviatrices. Le club se retrouve au logement de Todd, dont elle a transformé le salon en atelier.
En 1909, elle demande un permis de pilote, mais la demande est refusée. Son avion vole donc le 7 novembre 1910 piloté par Didier Masson plutôt que par elle.
En janvier 1911, elle est embauchée par Sage comme secrétaire à plein temps, et arrête la conception aéronautique.

### Décès
Après la mort de Sage, elle déménage à Pasadena au début des années 1920. Elle part vivre à Corona del Mar, toujours en Californie, en 1936.
Elle meurt le 26 septembre 1937 au Huntington Memorial Hospital de Pasadena. Son corps est brûlé et ses cendres sont envoyées à New York.